# 17-та бригада армійської авіації (РФ)
17-а гвардійська бригада армійської авіації — тактичне з'єднання Армійської авіації Російської Федерації.
Умовне найменування — Військова частина № 45123 (в/ч 45123). Скорочене найменування — 17 гв. браа (17 браа).
З'єднання знаходиться у складі 14-ї армії ВПС та ППО з пунктом постійної дислокації на аеродромах Трав'яни та Упрун (в/ч 45123-2).

## Історія
З'єднання спочатку було створено 1 грудня 2011 року як 48-ту авіаційну базу армійської авіації (в/ч 45123) у м. Троїцьк Челябінської області на базі трьох окремих частин: спеціальної авіаційної частини забезпечення та евакуації космічних об'єктів після їхнього приземлення, окремої вертолітної ескадрильї армійської авіації 6980-ї авіабази та окремого батальйону аеродромно-технічного забезпечення. У 2012 році 48-а авіаційна база армійської авіації була перебазована на аеродром Трав'яни біля Кам'янська-Уральського.
1 грудня 2018 року 48-ю авіаційну базу армійської авіації було переформовано на 17-ту бригаду армійської авіації.
11 липня 2022 року Указом президента Російської Федерації бригаді надано звання гвардійської.